# راندي كيلي
راندي كيلي (بالإنجليزية: Randy Kelly) هو سياسي أمريكي، ولد في 2 أغسطس 1950 في روليت في الولايات المتحدة. حزبياً، نشط في حزب العمال المزارعين الديمقراطيين في مينيسوتا والحزب الديمقراطي. وقد انتخب Mayor of Saint Paul, Minnesota ‏ وانتخب عضو مجلس ولاية مينيسوتا.